# Kanton Senones
Kanton Senones (fr. Canton de Senones) byl francouzský kanton v departementu Vosges v regionu Lotrinsko. Skládal se z 18 obcí. Zrušen byl po reformě kantonů 2014.

## Obce kantonu
- Ban-de-Sapt
- Belval
- Châtas
- Denipaire
- Grandrupt
- Hurbache
- Ménil-de-Senones
- Le Mont
- Moussey
- Moyenmoutier
- La Petite-Raon
- Le Puid
- Saint-Jean-d'Ormont
- Saint-Stail
- Le Saulcy
- Senones
- Le Vermont
- Vieux-Moulin